# Padma Vibhushan
De Padma Vibhushan (ook wel padmabibushan gespeld) is een onderscheiding voor verdienste in de republiek India. De onderscheiding werd op 2 januari 1954 door de Indiase president ingesteld voor "bijzondere en opvallende diensten aan de natie betoond". De onderscheiding is minder vooraanstaand dan de zelden verleende Bharat Ratna.
In 1955 werd vastgelegd dat men bij herhaalde toekenning gespen op het lint zou dragen maar in de praktijk is dit nooit voorgekomen. De gespen zijn nu niet meer in de statuten vermeld.
In 1967 werden de Indiase decoraties hervormd. Ook de Padma Vibhushan werd in drieën gesplitst en kreeg de volgende indeling:
- De Padma Vibhushan
- De Padma Bhushan
- De Padma Shri

Het kleinood is een verguld bronzen mandala of kruisvormig schild met geometrische patronen. De lotus in het midden en de verhoogde letters en details zijn van witgoud.
Het is mogelijk om de Padma Vibhushan te ontvangen zonder eerst de twee lagere graden te hebben bezeten maar dat is een uitzondering op de regel.
Het lint is magenta en heeft daarmee de kleur van een lotusbloem. De lotusbloem heeft in het Oosten een bijzondere betekenis omdat de lotus uit de modder groeit en desondanks prachtige reine bloemen voortbrengt.

## Ontvangers van de orde

### Musici
- Kishori Amonkar zangeres
- Hariprasad Chaurasia bansuri-speler
- Jasraj zanger
- Allauddin Khan sarod-speler en multi-instrumentalist
- Ali Akbar Khan sarod-speler
- Bismillah Khan shehnai-speler
- Zubin Mehta dirigent
- Ram Narayan sarangi-speler
- Ravi Shankar sitar-speler
- Shivkumar Sharma santoor-speler
- S. P. Balasubrahmanyam zanger
- Asha Bhosle zangeres
- Lata Mangeshkar zangeres

### Filmacteurs
- Zohra Sehgal
- Akkineni Nageswara Rao
- Dilip Kumar
- Amitabh Bachchan
- Rajinikanth

### Overig
- Krishnamenon (ook bekend als Atmananda)
- Satyajit Ray filmregisseur/ schrijver